# 佐敷町 (熊本県)
佐敷町（さしきまち）は熊本県南部、葦北郡に属していた町。現在の芦北町の中心部と佐敷川流域にあたる。
本項では町制前の名称である佐敷村（さしきむら）についても述べる。

## 地理
- 山：鬼ヶ城、鶴掛山、笠山、塩汲岳
- 河川：佐敷川
- 岬：井手の鼻、坪木の鼻、明神鼻、御番所の鼻
- 海洋：八代海、野坂の浦

## 歴史
- 1889年（明治22年）4月1日 - 町村制の施行により、鶴木山村、計石村、白岩村、道川内村、乙千屋村、佐敷町、花岡村、宮浦村、八幡村、桑原村、松生村、大尼田村、立川村、伏木氏村、田川村が合併して佐敷村が発足。
- 1903年（明治36年）11月18日 - 佐敷村が町制施行して佐敷町となる。
- 1955年（昭和30年）1月1日 - 大野村、吉尾村と合併して葦北町が発足。同日佐敷町廃止。

## 交通

### 鉄道路線
- 日本国有鉄道
  - 鹿児島本線（現・肥薩おれんじ鉄道線）
    - 佐敷駅

### 道路
- 国道3号